# Costa Rica hadereje
Costa Rica hivatalosan nem rendelkezik hadsereggel, azonban vannak kisebb félkatonai erői, akik rendfenntartó és határvédő feladatokat látnak el.
Az 1949-ben elfogadott alkotmány I. cikkelyének 12. paragrafusa törvényen kívül helyezte az állandó hadsereg intézményét, ugyanakkor lehetővé tette civil ellenőrzés alatt álló katonaság felállítását, amennyiben egy kontinentális egyezmény vagy az állam védelme szükségessé tenné.

## Felszerelés

### Pisztolyok
- SIG Sauer P226 (9×19mm)
- Smith & Wesson Model 5906 (9x19mm)
- Smith & Wesson Model 10 (9x29mm)
- M1911
- Beretta M9 (9x19mm)
- IMI/IWI Jericho 941 (9×19mm)
- Taurus FS 92 (9×19mm)

### Sörétes puskák
- Benelli M1 (18.5x76mm)

### Géppisztolyok
- Heckler & Koch MP5 (9x19mm)
- Beretta Modelo 38 (9x19mm)
- Mini-Uzi (9×19mm)

### Gépkarabélyok
- Fusil M16 (5.56×45mm NATO)
- Carabina M4 (5.56×45mm NATO)
- SIG 556
- IMI Galil
- FN FAL
- Fusil M14 (7.62x51 NATO)

### Géppuskák
- M60  (7.62x51 NATO)
- IMI Negev (5.56mm)
- M2

### Mesterlövész puskák
- M24 SWS
- M21 SWS

### Gránátvetők
- Colt M79
- Model 2012Z

## Fordítás
- Ez a szócikk részben vagy egészben  a   Fuerza Pública de Costa Rica című spanyol Wikipédia-szócikk fordításán alapul.  Az eredeti cikk szerkesztőit annak laptörténete sorolja fel. Ez a jelzés csupán a megfogalmazás eredetét és a szerzői jogokat jelzi, nem szolgál a cikkben szereplő információk forrásmegjelöléseként.